# Apantomancia
Se llama apantomancia a la adivinación sacada de los objetos o cosas que casualmente se encuentran. 
A pesar de ser esta observación sumamente supersticiosa y vana, algunos hombres grandes cayeron en ella. Gasendo hablando de Tycho Brahe dice que este insigne astrónomo si al salir de casa encontraba alguna vieja, lo tenía a mal agüero y regularmente desistía de la empresa que tenía proyectada. El Historiador de Luis XI de Francia refiere que el Conde de Armañac tenía por infausto el encuentro de cualquier inglés.